# Elof Lundberg
Elof Carl Hjalmar Lundberg, född 31 mars 1872 i Ystad, död 12 augusti 1945 i Saltsjöbaden, var en svensk ingenjör och uppfinnare.
Elof Lundberg var son till bruksägaren Johan Olof Lundberg. Han avlade mogenhetsexamen i Stockholm 1889 och utexaminerades från Tekniska högskolans fackavdelning för maskinbyggnad och mekanisk teknologi 1894. Han var ingenjör vid Bruzaholms bruks AB i Småland 1894–1900 och för Nya Bruzaholms AB 1914–1917. För att trygga bränsletillförseln under första världskriget uppfann Lundberg en metallsmältugn som matades med bränsleavfall. År 1917 bildades AB Svenska metallsmältugnen i Stockholm för att exploatera hans uppfinning och Lundberg var VD för bolaget 1917–1919. Bosatt i Saltsjöbaden från 1917 bedrev han från 1920 konsulterande ingenjörs- och uppfinnarverksamhet. Särskilt inriktade han sig på sanitetsteknik, där hans insatser i hög grad bidrog till utvecklingen. Han kom att inregistrera ett par hundra patent på sina många uppfinningar. Elof Lundberg är begravd på Skogsö kyrkogård.